# Schwier
Schwier ist ein deutscher Familienname.

## Herkunft
Der Name Schwier hat seinen geographischen Schwerpunkt im Kreis Minden-Lübbecke.
Als im Jahre 1682 der bäuerliche Grundbesitz im Fürstentum Minden erfasst wurde, kam der Name Schwier lediglich in den Ortschaften Meßlingen (fünf leibfreie Kötter, ein leibfreier Brinksitzer) und Todtenhausen (ein leibfreier Halbmeier, vier leibfreie Kötter) vor. Grundherr war in allen Fällen das Amt Petershagen.

## Namensträger
- Bernhard Schwier (1936–2019), deutscher Fußballspieler
- Hans Schwier (1926–1996), deutscher Pädagoge und Politiker (SPD)
- Helmut Schwier (* 1959), evangelischer Theologe und Hochschullehrer
- Jürgen Schwier (* 1959), deutscher Sportwissenschaftler
- Karl Schwier (1842–1920), deutscher Fotograf, Redakteur und Verleger
- Marcus Schwier (* 1964), deutscher Fotograf und Künstler
- Walter Schwier (1916–1978), deutscher Politiker
- Werner Schwier (Lagerkommandant) (1907–1971), deutscher Bereitschaftsführer und Straflagerkommandant
- Werner Schwier (Schauspieler) (1921–1982), deutscher Schauspieler, Synchronsprecher und Fernsehmoderator